# Bouriltchevo
Bouriltchevo ou Burilčevo (en macédonien Бурилчево) est un village de l'est de la Macédoine du Nord, situé dans la municipalité de Tchéchinovo-Obléchévo. Le village comptait 173 habitants en 2002. Il possède le site archéologique de Pilavo, qui date du Néolithique.

## Démographie
Lors du recensement de 2002, le village comptait :
- Macédoniens : 173